# Blockbuster (företag)
Blockbuster LLC, även känt som Blockbuster och tidigare Blockbuster Video Entertainment, Inc. var en amerikansk hyrvideokedja. Toppåret 2004 hade man nästan 60 000 anställda i över 9 000 videobutiker.
När konkurrensen hårdnade från Netflix och Redbox gick det allt sämre för Blockbuster och företaget försattes i konkurs den 23 september 2010. Den 6 april 2011 köptes företaget och dess kvarvarande 1 700 videobutiker av Dish Network på auktion för 233 000 000 amerikanska dollar. Uppköpet var klart den 26 april samma år. Dish stängde 200 butiker i juli 2011, och 500 till under första halvan av 2012, och ytterligare 300 år 2013. I november 2013 meddelades att de kvarstående 300 butikerna skulle stängas igen (men 50 butiker var tänkta att förbli öppna även i framtiden). Företagets DVD-uthyrning via-e-post upphörde också. År 2018 fanns det enbart en butik kvar, i Bend i Oregon.
Medan varumärket Blockbuster så gott som försvunnit, fortsatte Dish dock att använda det på vissa håll, till exempel streamingtjänsten "Blockbuster on Demand". År 2016 fanns 12 franchisebutiker i Amerika som var i drift.
Våren 2023 förvärvade SF Anytime AB den nordiska streamingtjänsten Blockbuster.
Ordet blockbuster betyder kassasuccé och finns i Svenska Akademiens ordlista (publ 2015).

### Fotnoter
1. ↑  http://www.imdb.com/news/ni0228635/
2. ↑  Rick Newman (6 februari 2009). ”15 Companies That Might Not Survive 2009”. US News. Arkiverad från originalet den 5 december 2010. https://web.archive.org/web/20101205145626/http://money.usnews.com/money/blogs/flowchart/2009/2/6/15-companies-that-might-not-survive-2009.html. Läst 16 juli 2015.
3. ↑  Stephanie Clifford (8 april 2011). ”Other Retailers Find Ex-Blockbuster Stores Just Right”. The New York Times. http://www.nytimes.com/2011/04/09/business/09blockbuster.html.
4. ↑  ”Blockbuster Reaches Agreement on Plan to Recapitalize Balance Sheet and Substantially Reduce its Indebtedness”. Blockbuster. 23 september 2010. Arkiverad från originalet den 3 oktober 2018. https://web.archive.org/web/20181003181215/http://investor.blockbuster.com/phoenix.zhtml?c=99383&p=irol-newsArticle&ID=1474126. Läst 16 juli 2015.
5. ↑  Ben Fritz (7 april 2011). ”Dish Network wins bidding for assets of bankrupt Blockbuster”. Los Angeles Times. http://articles.latimes.com/2011/apr/07/business/la-fi-ct-dish-blockbuster-20110407. Läst 16 juli 2015.
6. ↑  ”DISH Network Completes Acquisition of Blockbuster Assets”. DishNetwork.MediaRoom.com. 26 april 2011. Arkiverad från originalet den 17 juli 2015. https://web.archive.org/web/20150717202917/http://about.dish.com/press-release/financial/dish-network-completes-acquisition-blockbuster-assets. Läst 16 juli 2015.
7. ↑  Mike Flacy (23 februari 2012). ”Dish Network shutting down a third of all remaining Blockbuster stores”. Digital Trends. http://www.digitaltrends.com/home-theater/dish-network-shutting-down-a-third-of-all-remaining-blockbuster-stores/. Läst 16 juli 2015.
8. ↑  ”More Blockbuster stores closing”. MSN Money. 23 februari 201. Arkiverad från originalet den 25 september 2014. https://web.archive.org/web/20140925001318/http://money.msn.com/top-stocks/post.aspx?post=e4ad0423-bd75-4a2c-a689-2837c7ae6729. Läst 16 juli 2015.
9. ↑  Howard Pankratz (21 januari 2013). ”Dish to close 300 Blockbuster stores”. The Denver Post. http://www.denverpost.com/ci_22419439/dish-close-300-blockbuster-stores. Läst 16 juli 2015.
10. ↑  Patrick deHahn (6 november 2013). ”Blockbuster to shutter all U.S. stores”. Money.CNN.com. http://money.cnn.com/2013/11/06/news/companies/blockbuster-stores-closing/. Läst 16 juli 2015.
11. ↑  ”Blockbuster Closures: Dish Network To Shutter 300 Video Stores In U.S., Lay Off 3,000 Workers”. AP via Huffington Post. 21 januari 2013. http://www.huffingtonpost.com/2013/01/22/blockbuster-closures-dish-network_n_2523618.html. Läst 16 juli 2015.
12. ↑  Zak, Annie (12 juli 2018). ”Alaska's last 2 Blockbuster stores are closing, leaving just one in the U.S.”. Anchorage Daily News. https://www.adn.com/business-economy/2018/07/12/the-last-two-blockbuster-stores-in-alaska-are-set-to-close/. Läst 18 juni 2021.
13. ↑  Andrea Cheng (6 november 2013). ”Roll credits: Dish shuttering its remaining 300 Blockbuster stores”. Marketwatch. http://blogs.marketwatch.com/behindthestorefront/2013/11/06/roll-credits-dish-shuttering-its-remaining-300-blockbuster-stores/. Läst 16 juli 2015.
14. ↑  ”Blockbuster Video Isn't Dead”. Cybernight Control. Arkiverad från originalet den oktober 24, 2016. https://web.archive.org/web/20161024000222/http://cybernight.elementfx.com/buster.html. Läst 11 september 2016.
15. ↑  ”Blockbuster”. Blockbuster. https://www.blockbuster.dk/. Läst 6 maj 2024.
16. ↑  ”SF Anytime förvärvar Blockbuster - Support”. SF Anytime. https://www.sfanytime.com/sv/support/aktuellt/under-varen-2023-blev-det-klart-att-sf-anytime-koper. Läst 6 maj 2024.